# Acacia dorothea
Acacia dorothea är en ärtväxtart som beskrevs av Joseph Henry Maiden. Acacia dorothea ingår i släktet akacior, och familjen ärtväxter. Inga underarter finns listade i Catalogue of Life.